# 帝国麦酒
帝国麦酒株式会社（ていこくビール）は、かつて存在した日本のビールメーカーである。1912年（大正元年）に鈴木商店と地元資本により福岡県に設立され、商標は「サクラビール」だった。1929年以降は桜麦酒株式会社に社名を変更した。本社工場は福岡県門司市大里町（現・北九州市門司区大里本町）に存在した。戦後、「サクラビール」のブランドと門司工場は日本麦酒株式会社（現・サッポロホールディングス）に継承された。

## 概要
九州では初の本格的ビールメーカーとして、鈴木商店の支援により設立された。
提携先の鈴木商店の破綻を乗り越え、日本ではシェア第3位をキープした。しかし、太平洋戦争中の1943年に大日本麦酒に統合され、31年の歴史に幕を下ろした。
工場は戦後の大日本麦酒解体に伴ってサッポロビールの門司工場（のちに九州工場）となり、2000年まで稼働した。九州工場の跡地は門司赤煉瓦プレイスとして整備された。その中には帝国麦酒本社事務所を転用した「門司麦酒煉瓦館」や同じくビール工場棟の「帝国麦酒醸造棟」が現存する。

## 沿革
- 1912年 - 帝国麦酒株式会社設立。
- 1913年
  - 4月 - 福岡県企救郡大里町（現在の北九州市門司区）に工場竣工。
  - 7月11日 - 「サクラビール」発売。
- 1918年 - 製麦場竣工。
- 1920年 - 飲料水工場竣工。
- 1929年 - 桜麦酒株式会社に商号変更。
- 1943年 - 大日本麦酒株式会社と合併し、門司工場とする。
- 1949年9月1日 - 日本麦酒株式会社設立（大日本麦が日本麦酒と朝日麦酒（現・アサヒグループホールディングス）に分割された）。
- 1964年1月 - 商号をサッポロビール株式会社に変更。
- 1986年 - 門司工場を九州工場に改称。
- 2000年 - 九州工場閉鎖。

## ブランド

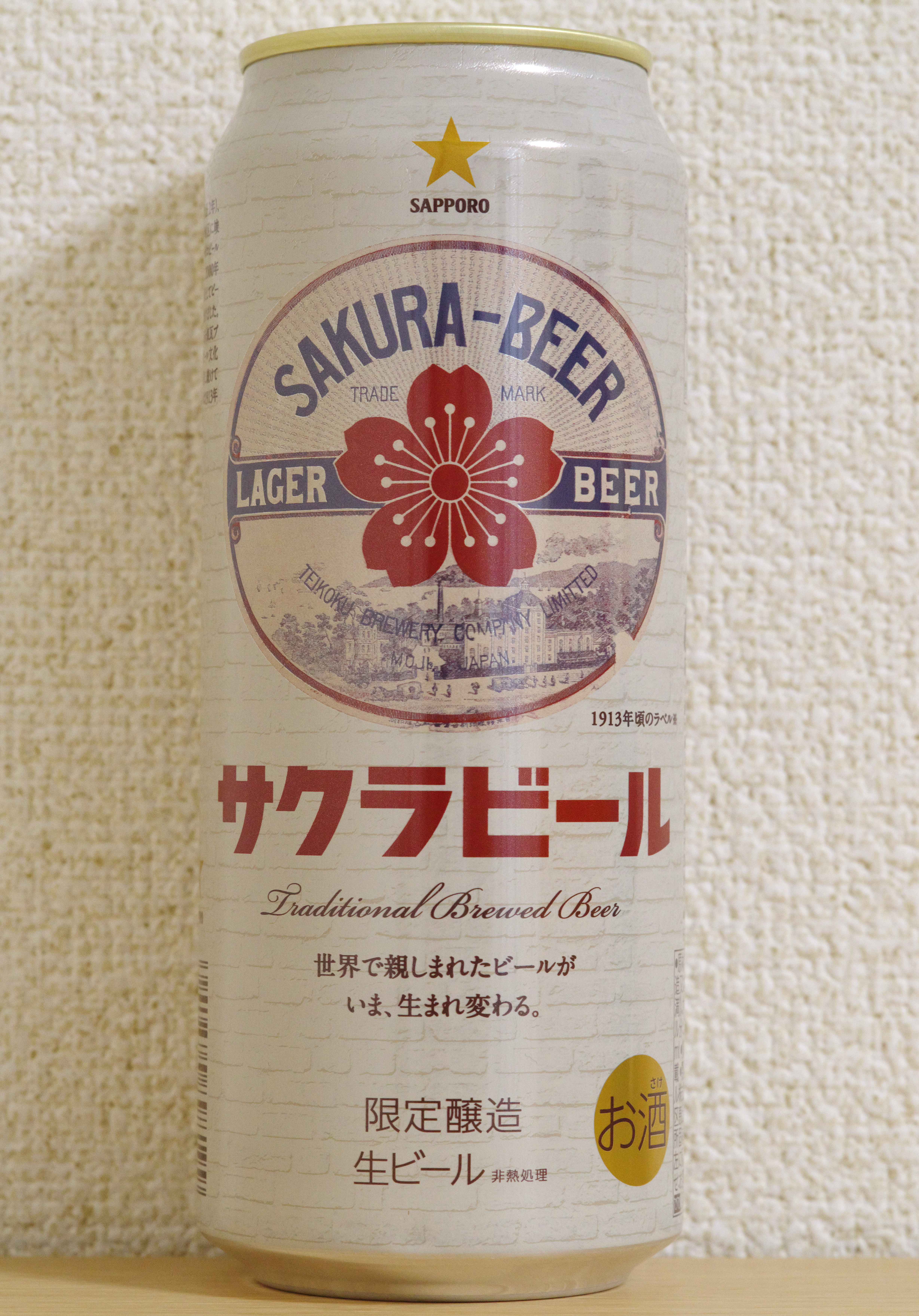
2021年もサッポロビールから発売された復刻サクラビール

サクラビール
1913年に発売され、1924年まで鈴木商店が販売を担当し、世界中に輸出された。ハノイでは貿易商・高月一郎が扱った。第一次世界大戦（日独戦争）に伴い日本各地に収容された日独戦ドイツ兵捕虜も飲んでいた。
九州の工場を受け継いだサッポロビールは、2020年に当時の成分表をベースにアレンジを加えた「サッポロ　サクラビール2020」を販売し、以来毎年1月から3月まで限定販売している。一方、地元の門司のクラフトビール醸造所の「門司港地ビール工房」は当時の味を再現した「サクラビール」を製造しており、2020年には両者をセットにした商品を福岡県内限定で販売した。